# Skydning under sommer-OL 2016 - 50 meter riffel, liggende (herrer)
50 meter liggende skydning med riffel for herrer under Sommer-OL 2016 fandt sted den 12. august i Centro Olímpico de Tiro i Deodoro. 

## Turneringsformat
Konkurrencen blev indledt med en kvalifikationsrunde, hvor de 47 kvalificerede deltagere havde 50 minutter til at afvikle 60 skud (10 skud i seks serier). Herefter gik de otte bedste til finalen, hvor alle skytter startede fra nul point. Finalen blev afviklet som elimineringsrunder således, at medaljerne til sidst blev afgjort af de tre sidste tilbageværende i konkurrencen og guldmedaljen blev afgjort i en duel mellem de to sidste tilbageværende i konkurrencen. Finalen blev skudt over 20 skud, hvor skuddene blev afviklet med to serier af tre skud på 150 sekunder pr. serie efterfulgt af 14 enkeltskud på 50 sekunder til hvert skud. Den første skytte blev elimineret efter de første otte skud. Elimineringen foregik i henhold til nedenstående tabel:
| Elimineret | Antal skud |
| ---------- | ---------- |
| 8          | 8          |
| 7          | 10         |
| 6          | 12         |
| 5          | 14         |
| 4          | 16         |
| 3          | 18         |
| 2          | 20         |

## Tidsplan
Nedenstående tabel viser tidsplanen for afvikling af konkurrencen:
| Dato       | Tid   | Runde         |
| ---------- | ----- | ------------- |
| 12. august | 09:00 | Kvalifikation |
| 12. august | 11:00 | Finale        |

## Resultater

### Kvalifikation
| Placering | Skytte                      | 1 | 2 | 3 | 4 | 5 | 6 | Total |
| --------- | --------------------------- | - | - | - | - | - | - | ----- |
| 1         | Sergy Rikhter               |   |   |   |   |   |   |       |
| 1         | Jérémy Monnier              |   |   |   |   |   |   |       |
| 1         | Gagan Narang                |   |   |   |   |   |   |       |
| 1         | Kirill Grigoryan            |   |   |   |   |   |   |       |
| 1         | Reinier Estupiñán           |   |   |   |   |   |   |       |
| 1         | Anton Rizov                 |   |   |   |   |   |   |       |
| 1         | Dane Sampson                |   |   |   |   |   |   |       |
| 1         | Kim Jong-hyun               |   |   |   |   |   |   |       |
| 1         | Sergey Kamenskiy            |   |   |   |   |   |   |       |
| 1         | Oleh Tsarkov                |   |   |   |   |   |   |       |
| 1         | Chain Singh                 |   |   |   |   |   |   |       |
| 1         | Ahmed Darwish               |   |   |   |   |   |   |       |
| 1         | Jan Lochbihler              |   |   |   |   |   |   |       |
| 1         | Mangala Samarakoon          |   |   |   |   |   |   |       |
| 1         | Daniel Brodmeier            |   |   |   |   |   |   |       |
| 1         | Mahmood Haji                |   |   |   |   |   |   |       |
| 1         | Filip Nepejchal             |   |   |   |   |   |   |       |
| 1         | Toshikazu Yamashita         |   |   |   |   |   |   |       |
| 1         | Niccolò Campriani           |   |   |   |   |   |   |       |
| 1         | Attapon Uea-Aree            |   |   |   |   |   |   |       |
| 1         | Odd Arne Brekne             |   |   |   |   |   |   |       |
| 1         | Napis Tortungpanich         |   |   |   |   |   |   |       |
| 1         | Peter Sidi                  |   |   |   |   |   |   |       |
| 1         | Petar Gorša                 |   |   |   |   |   |   |       |
| 1         | Sebic Milenko               |   |   |   |   |   |   |       |
| 1         | Yuriy Yurkov                |   |   |   |   |   |   |       |
| 1         | Zhao Shengbo                |   |   |   |   |   |   |       |
| 1         | Norbert Szabian             |   |   |   |   |   |   |       |
| 1         | Cao Yifei                   |   |   |   |   |   |   |       |
| 1         | Alexander Schmirl           |   |   |   |   |   |   |       |
| 1         | Serhiy Kulish               |   |   |   |   |   |   |       |
| 1         | Warren Potent               |   |   |   |   |   |   |       |
| 1         | Henri Junghaenel            |   |   |   |   |   |   |       |
| 1         | Julio Cesar Iemma Hernandez |   |   |   |   |   |   |       |
| 1         | Thomas Mathis               |   |   |   |   |   |   |       |
| 1         | Vitali Bubnovich            |   |   |   |   |   |   |       |
| 1         | David Higgins               |   |   |   |   |   |   |       |
| 1         | Juncheol Kwon               |   |   |   |   |   |   |       |
| 1         | Yury Shcherbatsevich        |   |   |   |   |   |   |       |
| 1         | Cyril Graff                 |   |   |   |   |   |   |       |
| 1         | Stevan Pletikosić           |   |   |   |   |   |   |       |
| 1         | Cassio Cesar Rippel         |   |   |   |   |   |   |       |
| 1         | Ryan Taylor                 |   |   |   |   |   |   |       |
| 1         | Marco De Nicolo             |   |   |   |   |   |   |       |
| 1         | Ole Kristian Bryhn          |   |   |   |   |   |   |       |
| 1         | Torben Grimmel              |   |   |   |   |   |   |       |
| 1         | Michael McPhail             |   |   |   |   |   |   |       |

### Finale
| Placering | Skytte | Serie 1 | Serie 2 | Skud 7 | Skud 8 | Skud 9              | Skud 10             | Skud 11             | Skud 12             | Skud 13             | Skud 14             | Skud 15             | Skud 16             | Skud 17             | Skud 18             | Skud 19             | Skud 20             | Total |
| --------- | ------ | ------- | ------- | ------ | ------ | ------------------- | ------------------- | ------------------- | ------------------- | ------------------- | ------------------- | ------------------- | ------------------- | ------------------- | ------------------- | ------------------- | ------------------- | ----- |
| 1         |        |         |         |        |        |                     |                     |                     |                     |                     |                     |                     |                     |                     |                     |                     |                     |       |
| 2         |        |         |         |        |        |                     |                     |                     |                     |                     |                     |                     |                     |                     |                     |                     |                     |       |
| 3         |        |         |         |        |        |                     |                     |                     |                     |                     |                     |                     |                     |                     |                     | Ude af konkurrencen | Ude af konkurrencen |       |
| 4         |        |         |         |        |        |                     |                     |                     |                     |                     |                     |                     |                     | Ude af konkurrencen | Ude af konkurrencen | Ude af konkurrencen | Ude af konkurrencen |       |
| 5         |        |         |         |        |        |                     |                     |                     |                     |                     |                     | Ude af konkurrencen | Ude af konkurrencen | Ude af konkurrencen | Ude af konkurrencen | Ude af konkurrencen | Ude af konkurrencen |       |
| 6         |        |         |         |        |        |                     |                     |                     |                     | Ude af konkurrencen | Ude af konkurrencen | Ude af konkurrencen | Ude af konkurrencen | Ude af konkurrencen | Ude af konkurrencen | Ude af konkurrencen | Ude af konkurrencen |       |
| 7         |        |         |         |        |        |                     |                     | Ude af konkurrencen | Ude af konkurrencen | Ude af konkurrencen | Ude af konkurrencen | Ude af konkurrencen | Ude af konkurrencen | Ude af konkurrencen | Ude af konkurrencen | Ude af konkurrencen | Ude af konkurrencen |       |
| 8         |        |         |         |        |        | Ude af konkurrencen | Ude af konkurrencen | Ude af konkurrencen | Ude af konkurrencen | Ude af konkurrencen | Ude af konkurrencen | Ude af konkurrencen | Ude af konkurrencen | Ude af konkurrencen | Ude af konkurrencen | Ude af konkurrencen | Ude af konkurrencen |       |

## Medaljefordeling
| Medaljetagere | Medaljetagere | Medaljetagere | Medaljetagere |
| ------------- | ------------- | ------------- | ------------- |
| Guld          | Sølv          | Bronze        |               |
|               |               |               |               |